# Кировский (Тюменская область)
Кировский — посёлок в Исетском районе Тюменской области России. Административный центр и единственный населённый пункт Кировского сельского поселения.

## География
посёлок находится в юго-западной части Тюменской области, в пределах юго-западной части Западно-Сибирской низменности, в подзоне северной лесостепи, на краю болота Каргинское, на расстоянии примерно 35 километров (по прямой) к северо-востоку от села Исетского.

### Климат
Климат континентальный с холодной зимой и жарким непродолжительным летом. Продолжительность солнечного сияния — 2076 часов в год. Безморозный период длится в среднем 191 день. Среднегодовое количество осадков — 374 мм, из которых около 304 мм выпадает в период с апреля по октябрь. Продолжительность периода с устойчивым снежным покровом — 150 дней.

## Население
| 2010 | 2012  | 2013  | 2014  | 2015  | 2016  | 2017  |
| ---- | ----- | ----- | ----- | ----- | ----- | ----- |
| 1099 | ↘1053 | ↘1046 | ↗1054 | ↗1055 | ↘1029 | ↘1001 |
| 2018 | 2019  | 2020  | 2021  |       |       |       |
| ↘969 | ↘929  | ↘895  | ↗975  |       |       |       |

### Национальный состав
Согласно результатам переписи 2002 года, в национальной структуре населения русские составляли 91 % из 1039 чел.